# Les Ballons rouges
Les Ballons rouges est une chanson écrite et interprétée par Serge Lama en 1967, sur une musique d'Yves Gilbert. Elle est diffusée par La voix de son maître en super 45 tours et est son premier succès.

## Histoire
La chanson Les Ballons rouges est enregistrée début juin 1967, par Serge Lama, allongé sur un brancard car toujours en convalescence du grave accident de voiture dont il a été victime le 12 août 1965 (cause d'une longue immobilisation dont il se remit après une dizaine d'opérations). À l'origine, « Les Ballons rouges s'appelait J'ai rien demandé », précise Lama à Pierre Achard dans Notes, la revue de la SACEM, mais le titre fut changé car les gens, à chaque fois, lui demandaient Les Ballons rouges. Avec ce titre, Serge Lama connait un début de notoriété et au fil du temps, la chanson est devenue emblématique de son répertoire,.

## Discographie
1967 :
- super 45 tours La Voix de son maître EFG 968[5]

| No | Titre              | Auteur                   | Durée |
| -- | ------------------ | ------------------------ | ----- |
| 1. | Les ballons rouges | Serge Lama, Yves Gilbert | 3:25  |
| 2. | Comment t'as Fait  | Serge Lama, Emil Stern   | 2:15  |
| 3. | L'orgue de Barbara | Serge Lama               | 2:40  |
| 4. | Recto-verso        | Serge Lama, Yves Gilbert | 2:20  |

1969 :
- 33 Tours Pathé Marconi SPTX 340 854 : Les Ballons rouges

Discographie live :
- 1974 : Serge Lama à l'Olympia
- 1996 : Lama l'ami
- 2003 : Un jour, une vie